# Kazuki Fukai
Kazuki Fukai (jap. 深井一希, Fukai Kazuki; * 11. März 1995 in Sapporo, Präfektur Hokkaidō) ist ein japanischer Fußballspieler. 

## Karriere

### Verein
Kazuki Fukai erlernte das Fußballspielen in der Jugendmannschaft von Hokkaido Consadole Sapporo. Hier unterschrieb er 2013 seinen ersten Profivertrag. Der Verein aus Sapporo, einer Stadt von Hokkaidō, der nördlichsten der vier japanischen Hauptinseln, spielte in der zweithöchsten Liga des Landes, der J2 League. 2016 wurde er mit Sapporo Meister der zweiten Liga und stieg in die erste Liga auf. 2019 stand er mit dem Club im Finale des J. League Cup. Hier verlor man im Elfmeterschießen gegen den Erstligisten Kawasaki Frontale. Am Ende der Saison 2024 belegte er mit Hokkaido den 19. Tabellenplatz und musste somit in die zweite Liga absteigen.

### Nationalmannschaft
Kazuki Fukai spielte 2011 viermal für die japanische U17–Nationalmannschaft.

## Erfolge
Hokkaido Consadole Sapporo
- Japanischer Zweitligameister: 2016
- Japanischer Ligapokalfinalist: 2019